# 何嘉欣
何嘉欣（英語：Ho Chia-Hsin，1997年11月1日—）是台灣男子跆拳道運動員，目前就讀國立臺灣體育運動大學技擊運動學系.

## 生平
2017年參加台北世大運，與劉威廷、黃鈺仁、楊宗燁代表中華隊在跆拳道男子團體賽奪得銀牌。2018年4月30日參加全國大專院校運動會，在跆拳道男子63公斤級摘下冠軍；8月參加雅加達巨港亞運，在男子63公斤級項目不敵中國選手趙帥獲得銅牌。